# Nekrolog Dezember 2023
Nekrolog
◄◄
| ◄
| 2019
| 2020
| 2021
| 2022
| 2023 | 2024 | 2025
Januar |
Februar |
März |
April |
Mai |
Juni |
Juli |
August |
September |
Oktober |
November |
Dezember 2023
Weitere Ereignisse | Allgemeiner Nekrolog 2023
Die Beschreibung der verstorbenen Person sollte so kurz wie möglich gehalten sein und nur deren signifikante Tätigkeit(en) enthalten.
Neue Namen ggf. auch unter dem Geburts- und Sterbedatum, also etwa unter 1. Januar und im Geburts- und Sterbejahr (2024) eintragen (nur bei entsprechender großer Wichtigkeit). Für Beispiele siehe die schon vorhandenen Artikel.
Außerdem über die fünf zuletzt Verstorbenen, zu denen es einen ausreichend guten Artikel für eine Präsentation auf der Hauptseite gibt, nach der todesbedingten Überarbeitung der Artikel ggf. auch unter Wikipedia Diskussion:Hauptseite informieren und sie am besten auch in den anderen Wikipedia-Sprachversionen eintragen. Tipp: Regelmäßig bei news.google.de nach „ist tot“, „gestorben“ oder „verstorben“ suchen.
Wenn eine Person gestorben ist, gibt es viele Seiten zu dieser Person in der Wikipedia, die davon auch betroffen sind und entsprechend aktualisiert werden müssen. Beispiele: Namenübersichtsseite, Geburtsjahr, Geburtsort-Seiten und viele mehr.
Wie finde ich die betroffenen Seiten?
Im Suchfeld auf der linken Seite gibt man den Suchbegriff so ein: „Vorname Nachname“. Dann klickt man auf Volltext und alle Seiten mit entsprechendem Suchtext werden aufgerufen. Hier sieht man dann schnell, wo auch das Todesjahr Sinn macht oder sogar ein Teil des Artikels angepasst werden muss. Auch hilft das „Werkzeug“ auf der linken Seite sehr gut, um solche Seiten aufzufinden: „Links auf diese Seite“. Somit ist die Wikipedia wieder aktuell in allen Bereichen! Hinweis: bei Eintragung der Kategorie „Gestorben JAHR“ wird der Missbrauchsfilter 49 ausgelöst, was jedoch nicht schlimm ist. Siehe: Spezial:Missbrauchsfilter/49
Dies ist eine Liste von im Dezember 2023 verstorbenen bekannten Persönlichkeiten. Die Einträge erfolgen innerhalb der einzelnen Daten alphabetisch sortiert. Tiere sind im Nekrolog für Tiere zu finden.

## Dezember
Bearbeitungshinweis: Neue Todesfälle bitte absteigend nach Tagen geordnet eintragen. Die Todesfälle desselben Tages bitte in alphabetischer Reihenfolge einfügen.
| Tag          | Name                                | Beruf, bekannt als                                                                       | Alter | Beleg |
| ------------ | ----------------------------------- | ---------------------------------------------------------------------------------------- | ----- | ----- |
| 31. Dezember | Shmulik Bilu                        | israelischer Musiker                                                                     | 71    |       |
| 31. Dezember | Jay Clayton                         | US-amerikanische Jazzsängerin und Musikpädagogin                                         | 82    |       |
| 31. Dezember | Colita                              | spanische Fotografin                                                                     | 83    |       |
| 31. Dezember | Eugene Giles                        | US-amerikanischer Anthropologe                                                           | 90    |       |
| 31. Dezember | Shecky Greene                       | US-amerikanischer Stand-up-Comedian                                                      | 97    |       |
| 31. Dezember | Melissa Hoskins                     | australische Radrennfahrerin                                                             | 32    |       |
| 31. Dezember | June Jackson Christmas              | US-amerikanische Psychiaterin                                                            | 99    |       |
| 31. Dezember | Eddie Bernice Johnson               | US-amerikanische Politikerin                                                             | 88    |       |
| 31. Dezember | Benjamin Kiplagat                   | ugandischer Leichtathlet                                                                 | 34    |       |
| 31. Dezember | Martin Kretzschmar                  | deutscher Physiker                                                                       | 93    |       |
| 31. Dezember | Gerald Milde                        | deutscher Geologe und Hochschullehrer                                                    | 91    |       |
| 31. Dezember | Ana Ofelia Murguía                  | mexikanische Schauspielerin                                                              | 90    |       |
| 31. Dezember | Oscar Quitak                        | britischer Schauspieler                                                                  | 97    |       |
| 31. Dezember | José Luis Rocha                     | nicaraguanischer Soziologe                                                               | 57    |       |
| 31. Dezember | Theodor Wengler                     | deutscher Jurist und Historiker                                                          | 90    |       |
| 31. Dezember | Cale Yarborough                     | US-amerikanischer Automobilrennfahrer                                                    | 84    |       |
| 30. Dezember | Bryan Ansell                        | britischer Rollenspiel- und Tabletop-Spiel-Entwickler                                    | 68    |       |
| 30. Dezember | Torsun Burkhardt                    | deutscher Sänger und Bassist                                                             | 49    |       |
| 30. Dezember | Will Cassel                         | deutscher Maler                                                                          | 96    |       |
| 30. Dezember | Brunhild Decking-Schwill            | deutsche Politikerin                                                                     | 86    |       |
| 30. Dezember | Martha Diamond                      | US-amerikanische Malerin                                                                 | 79    |       |
| 30. Dezember | Jehudith Hübner                     | österreichische Holocaust-Überlebende, israelische Beamtin, Diplomatin und Politikerin   | 102   |       |
| 30. Dezember | Luboš Kohoutek                      | tschechischer Astronom                                                                   | 88    |       |
| 30. Dezember | Pachuco López                       | mexikanischer Fußballspieler                                                             | 87    |       |
| 30. Dezember | Marta Manojlović                    | serbische Äbtissin                                                                       | 80    |       |
| 30. Dezember | Cindy Morgan                        | US-amerikanische Schauspielerin, Synchronsprecherin und Filmproduzentin                  | 69    |       |
| 30. Dezember | Peter Mrozynski                     | deutscher Jurist                                                                         | 82    |       |
| 30. Dezember | John Pilger                         | australischer Journalist und Dokumentarfilmer                                            | 84    |       |
| 30. Dezember | Ruth Schröck                        | deutsche Pflegewissenschaftlerin                                                         | 92    |       |
| 30. Dezember | Tom Wilkinson                       | britischer Schauspieler                                                                  | 75    |       |
| 29. Dezember | Ulrike Alexiev                      | deutsche Biophysikerin und Hochschullehrerin                                             | 59    |       |
| 29. Dezember | Hermann Baumann                     | deutscher Hornist                                                                        | 89    |       |
| 29. Dezember | Greg Boester                        | US-amerikanischer Skispringer                                                            | 55    |       |
| 29. Dezember | John M. Burns                       | britischer Comiczeichner                                                                 | ≈85   |       |
| 29. Dezember | Sam Burtis                          | US-amerikanischer Jazzmusiker                                                            | 75    |       |
| 29. Dezember | Gustavo Cisneros                    | venezolanischer Unternehmer                                                              | 78    |       |
| 29. Dezember | Tom Coppola                         | US-amerikanischer Pianist und Arrangeur                                                  | 78    |       |
| 29. Dezember | Karl-Heinz Duse-Utesch              | deutscher Posaunist                                                                      | 93    |       |
| 29. Dezember | Gil de Ferran                       | brasilianischer Automobilrennfahrer                                                      | 56    |       |
| 29. Dezember | Bob Gatzen                          | US-amerikanischer Schlagzeug-Entwickler                                                  | 74    |       |
| 29. Dezember | Michael Hardie Boys                 | neuseeländischer Generalgouverneur                                                       | 92    |       |
| 29. Dezember | Killer Khan                         | japanischer Wrestler                                                                     | 76    |       |
| 29. Dezember | Viktor Kobzystyi                    | ukrainischer Basketballspieler                                                           | 44    |       |
| 29. Dezember | Les McCann                          | US-amerikanischer Jazzpianist                                                            | 88    |       |
| 29. Dezember | Khaled Nezzar                       | algerischer General und Politiker                                                        | 86    |       |
| 29. Dezember | A. Kimball Romney                   | US-amerikanischer Anthropologe                                                           | 98    |       |
| 29. Dezember | Nitza Rosovsky                      | US-amerikanische Sachbuchautorin                                                         |       |       |
| 29. Dezember | Otmar Schulz                        | deutscher Theologe und Publizist sowie Komponist, Dichter und Übersetzer                 | 85    |       |
| 29. Dezember | Klaus-Peter Volke                   | deutscher Fotograf                                                                       | 80    |       |
| 29. Dezember | Gisela Zoch-Westphal                | deutsche Schauspielerin und Rezitatorin                                                  | 93    |       |
| 28. Dezember | Dave Bailey                         | US-amerikanischer Jazz-Schlagzeuger                                                      | 97    |       |
| 28. Dezember | François Bracci                     | französischer Fußballspieler und -trainer                                                | 72    |       |
| 28. Dezember | Alexander von Brünneck              | deutscher Rechtswissenschaftler                                                          | 82    |       |
| 28. Dezember | Francis Dhomont                     | französischer Komponist                                                                  | 97    |       |
| 28. Dezember | Karl Heinrich Greune                | deutscher Maler und Grafiker                                                             | 90    |       |
| 28. Dezember | Aleksander Guterch                  | polnischer Geophysiker                                                                   | 87    |       |
| 28. Dezember | Günter Hirschmann                   | deutscher Fußballspieler und -trainer                                                    | 88    |       |
| 28. Dezember | Heinz Laubach                       | deutscher Architekt und Politiker                                                        | 98    |       |
| 28. Dezember | Dick Marty                          | Schweizer Politiker                                                                      | 78    |       |
| 28. Dezember | Jacquelyn Mattfeld                  | US-amerikanische Musikwissenschaftlerin und Hochschulverwalterin                         | 98    |       |
| 28. Dezember | Gisela Peters-Rohse                 | deutsche Tänzerin, Tanzpädagogin und -kritikerin                                         | 85    |       |
| 28. Dezember | Herman Raucher                      | US-amerikanischer Schriftsteller und Drehbuchautor                                       | 95    |       |
| 28. Dezember | Uwe Richardsen                      | deutscher Brigadegeneral                                                                 | 87    |       |
| 28. Dezember | Karl Schindler                      | deutscher Physiker                                                                       | 92    |       |
| 28. Dezember | Pedro Suárez-Vértiz                 | peruanischer Rocksänger und -komponist                                                   | 54    |       |
| 28. Dezember | Peter Suter                         | Schweizer Maschinenbauingenieur                                                          | 93    |       |
| 28. Dezember | Vijayakanth                         | indischer Schauspieler und Politiker                                                     | 71    |       |
| 28. Dezember | Kurt Wagner                         | deutscher Schauspieler                                                                   | 70    |       |
| 28. Dezember | Patrick Walsh                       | irischer Bischof                                                                         | 92    |       |
| 28. Dezember | Lloyd R. Welch                      | US-amerikanischer Mathematiker                                                           | 96    |       |
| 28. Dezember | Donald Wildmon                      | US-amerikanischer Freikirchler, Hörfunkmoderator und Autor                               | 85    |       |
| 27. Dezember | Ken Bowman                          | US-amerikanischer American-Football-Spieler                                              | 81    |       |
| 27. Dezember | Jacques Delors                      | französischer Politiker                                                                  | 98    |       |
| 27. Dezember | Hubert Christian Ehalt              | österreichischer Historiker und Anthropologe                                             | 74    |       |
| 27. Dezember | Gaston Glock                        | österreichischer Ingenieur und Unternehmer                                               | 94    |       |
| 27. Dezember | Gösta Hellner                       | deutscher Fotograf                                                                       | 86    |       |
| 27. Dezember | Günter Hess                         | deutscher Germanist                                                                      |       |       |
| 27. Dezember | Johannes Honsell                    | deutsch-österreichischer Filmemacher                                                     | 45    |       |
| 27. Dezember | Erich Knözinger                     | deutscher Chemiker                                                                       | 84    |       |
| 27. Dezember | Herb Kohl                           | US-amerikanischer Politiker                                                              | 88    |       |
| 27. Dezember | Lee Sun-kyun                        | südkoreanischer Schauspieler                                                             | 48    |       |
| 27. Dezember | Mbongeni Ngema                      | südafrikanischer Dramatiker und Regisseur                                                | 68    |       |
| 27. Dezember | Andreas E. Richter                  | deutscher Ingenieur und Fossiliensammler                                                 | 78    |       |
| 27. Dezember | Jim Ryan                            | US-amerikanischer Jazzmusiker                                                            | ≈89   |       |
| 27. Dezember | Arnulf Schmitt-Kammler              | deutscher Rechtswissenschaftler                                                          | 81    |       |
| 27. Dezember | Norbert Wagner                      | deutscher Mediävist                                                                      | 94    |       |
| 27. Dezember | Angelus Waldstein                   | deutscher Ordensgeistlicher                                                              | 92    |       |
| 26. Dezember | Patrick Buisson                     | französischer Journalist, Politologe und Historiker                                      | 74    |       |
| 26. Dezember | Mario Capasso                       | italienischer Papyrologe                                                                 | 72    |       |
| 26. Dezember | Lukas Enembe                        | indonesischer Politiker                                                                  | 56    |       |
| 26. Dezember | Albrecht Fischer                    | deutscher Zoologe und Entwicklungsbiologe                                                | 86    |       |
| 26. Dezember | Russell Hamler                      | US-amerikanischer Weltkriegsveteran                                                      | 99    |       |
| 26. Dezember | Elsa Lystad                         | norwegische Schauspielerin                                                               | 93    |       |
| 26. Dezember | Michael Marsch                      | deutscher Ordensgeistlicher, Psychotherapeut und Autor                                   | 91    |       |
| 26. Dezember | Tony Oxley                          | britischer Schlagzeuger                                                                  | 85    |       |
| 26. Dezember | Bobby Rivers                        | US-amerikanischer Fernsehmoderator                                                       | 70    |       |
| 26. Dezember | Boris Rodoman                       | russischer Geograph                                                                      | 92    |       |
| 26. Dezember | Jona Rosenfeld                      | deutsch-israelischer Sozialpädagoge und Psychoanalytiker                                 | 101   |       |
| 26. Dezember | Wolfgang Schäuble                   | deutscher Politiker                                                                      | 81    |       |
| 26. Dezember | Tom Smothers                        | US-amerikanischer Sänger und Comedian                                                    | 86    |       |
| 25. Dezember | Albert Arbeiter                     | österreichischer Musikwissenschaftler, Dirigent, Pianist, Korrepetitor und Musikpädagoge | 96    |       |
| 25. Dezember | Yehoshua Ben-Arieh                  | israelischer Geograph                                                                    | ≈95   |       |
| 25. Dezember | Hannelore Bernhardt                 | deutsche Mathematik- und Wissenschaftshistorikerin                                       | 88    |       |
| 25. Dezember | Frieder Birzele                     | deutscher Politiker                                                                      | 83    |       |
| 25. Dezember | Françoise Bornet                    | französische Person der Zeitgeschichte                                                   | 93    |       |
| 25. Dezember | Pierre Bouru                        | Schweizer Jazzmusiker                                                                    | 95    |       |
| 25. Dezember | Vinie Burrows                       | US-amerikanische Theaterschauspielerin                                                   | 99    |       |
| 25. Dezember | David Colley                        | gambischer Justizbeamter                                                                 | ≈65   |       |
| 25. Dezember | Manfred Döring                      | deutscher Polizist                                                                       | 91    |       |
| 25. Dezember | Élise Fischer                       | französische Schriftstellerin                                                            | 75    |       |
| 25. Dezember | Richard Franklin                    | britischer Schauspieler und Politiker                                                    | 87    |       |
| 25. Dezember | Luigi Ganapini                      | italienischer Historiker                                                                 | 84    |       |
| 25. Dezember | Bill Granger                        | australischer Koch, Kochbuchautor und Gastronom                                          | 54    |       |
| 25. Dezember | Horst Kant                          | deutscher Physiker und Wissenschaftshistoriker                                           | 77    |       |
| 25. Dezember | Franz Michalski                     | deutscher Holocaust-Überlebender und Autor                                               | 89    |       |
| 25. Dezember | Sejed-Rasi Mussawi                  | iranischer General                                                                       | ≈60   |       |
| 25. Dezember | Wolfgang Pleickhardt                | deutscher Fußballspieler                                                                 | 84    |       |
| 25. Dezember | Tom Priestley                       | britischer Filmeditor und Soundeditor                                                    | 91    |       |
| 25. Dezember | Karl Heinz Tragl                    | österreichischer Internist, Wissenschaftler und Autor                                    | 87    |       |
| 24. Dezember | Siegfried Ansorge                   | deutscher Chemiker, Immunologe und Hochschullehrer                                       | 88    |       |
| 24. Dezember | Joseph Berger                       | US-amerikanischer Soziologe                                                              | 99    |       |
| 24. Dezember | Manfred Bormann                     | deutscher Physikdidaktiker                                                               | 89    |       |
| 24. Dezember | Richard Bowes                       | US-amerikanischer Science-Fiction- und Fantasy-Autor                                     | 79    |       |
| 24. Dezember | Naomi Feil                          | deutsch-US-amerikanische Gerontologin und Schauspielerin                                 | 91    |       |
| 24. Dezember | Wolfgang Geier                      | deutscher Historiker                                                                     | 86    |       |
| 24. Dezember | Dieter Gerdes                       | deutscher Politiker                                                                      | 81    |       |
| 24. Dezember | Eveline Gottzein                    | deutsche Ingenieurin                                                                     | 92    |       |
| 24. Dezember | Robert Grossmann                    | französischer Politiker                                                                  | 83    |       |
| 24. Dezember | Josef Haring                        | deutscher Bischof                                                                        | 83    |       |
| 24. Dezember | Vasilis Karras                      | griechischer Volkssänger                                                                 | 70    |       |
| 24. Dezember | Casey Kramer                        | US-amerikanische Schauspielerin                                                          | 67    |       |
| 24. Dezember | David Leland                        | britischer Filmregisseur, Drehbuchautor und Schauspieler                                 | 82    |       |
| 24. Dezember | David Libai                         | israelischer Rechtswissenschaftler und Politiker                                         | 89    |       |
| 24. Dezember | Hans Lohmann                        | deutscher Klassischer Archäologe                                                         | 76    |       |
| 24. Dezember | Ron Nelson                          | US-amerikanischer Komponist und Dirigent                                                 | 94    |       |
| 24. Dezember | Alexander Perrig                    | Schweizer Kunsthistoriker                                                                | 93    |       |
| 24. Dezember | Kamar de los Reyes                  | US-amerikanischer Schauspieler                                                           | 56    |       |
| 24. Dezember | Willie Ruff                         | US-amerikanischer Jazzmusiker und Komponist                                              | 92    |       |
| 24. Dezember | Renate Sami                         | deutsche Filmemacherin                                                                   | 88    |       |
| 24. Dezember | Sherif Sonbol                       | ägyptischer Fotograf                                                                     | 67    |       |
| 24. Dezember | Paul Tapponnier                     | französischer Geologe                                                                    | 76    |       |
| 23. Dezember | Otto Almstadt                       | deutscher Künstler                                                                       | 83    |       |
| 23. Dezember | Graziella Drößler                   | deutsche Malerin                                                                         | 70    |       |
| 23. Dezember | Michael Friis                       | dänischer Musiker, Musikproduzent und Schauspieler                                       | 73    |       |
| 23. Dezember | Walentin Gawrilow                   | sowjetischer Leichtathlet                                                                | 77    |       |
| 23. Dezember | Hans Helm                           | deutscher Opernsänger                                                                    | 89    |       |
| 23. Dezember | Siegfried Kaske                     | deutscher Unternehmer                                                                    | 73    |       |
| 23. Dezember | Lynn Loring                         | US-amerikanische Kinderdarstellerin, Schauspielerin und Filmproduzentin                  | 80    |       |
| 23. Dezember | Walter Mischok                      | deutscher Physiker                                                                       | 95    |       |
| 23. Dezember | Hanno Müller                        | deutscher Heimatforscher und Autor                                                       | 75    |       |
| 23. Dezember | Mike Nussbaum                       | US-amerikanischer Schauspieler                                                           | 99    |       |
| 23. Dezember | Hermann Pitters                     | rumänischer Kirchenhistoriker                                                            | 91    |       |
| 23. Dezember | William Pope.L                      | US-amerikanischer bildender Künstler                                                     | 68    |       |
| 23. Dezember | Michael Radulescu                   | deutsch-österreichischer Komponist und Organist                                          | 80    |       |
| 23. Dezember | M. M. Rajendran                     | indischer Politiker                                                                      | 88    |       |
| 23. Dezember | Sigrid Reingruber                   | österreichische Malerin                                                                  | 43    |       |
| 23. Dezember | Richard Romanus                     | US-amerikanischer Schauspieler, Drehbuchautor und Filmproduzent                          | 80    |       |
| 23. Dezember | Klauspeter Sachau                   | deutscher Literaturveranstalter                                                          | 83    |       |
| 23. Dezember | Isca Salzberger-Wittenberg          | britische Kinderpsychologin                                                              | 100   |       |
| 23. Dezember | Neil Slaven                         | britischer Musikproduzent, Autor und Diskograf                                           | 79    |       |
| 23. Dezember | Margaret Valadian                   | australische Akademikerin und Pädagogin                                                  | 87    |       |
| 23. Dezember | Paul Weibel                         | Schweizer Theatergründer, Regisseur und Schauspieler                                     | 80    |       |
| 23. Dezember | Harald Werner                       | deutscher Politiker                                                                      | 83    |       |
| 23. Dezember | Takeiri Yoshikatsu                  | japanischer Politiker                                                                    | 97    |       |
| 22. Dezember | Erling Bjøl                         | dänischer Journalist, Historiker und Politikwissenschaftler                              | 105   |       |
| 22. Dezember | Winfried Boeder                     | deutscher Philologe                                                                      | 86    |       |
| 22. Dezember | Tom Bogs                            | dänischer Boxer                                                                          | 79    |       |
| 22. Dezember | Frank Cassenti                      | französischer Filmschaffender                                                            | 78    |       |
| 22. Dezember | Harald Engelmann                    | deutscher Schauspieler, Tänzer, Choreograf und Theaterregisseur                          | 90    |       |
| 22. Dezember | Patrick Eyers                       | britischer Diplomat                                                                      | 90    |       |
| 22. Dezember | Sajid Khan                          | indischer Schauspieler und Sänger                                                        | 71    |       |
| 22. Dezember | Franz Kocian                        | deutscher Webermeister und Heimatforscher                                                | 98    |       |
| 22. Dezember | Laura Lynch                         | US-amerikanische Musikerin                                                               | 65    |       |
| 22. Dezember | Heike Matthiesen                    | deutsche Gitarristin                                                                     | 59    |       |
| 22. Dezember | Peter Neidhart                      | österreichischer Fußballspieler                                                          | 42    |       |
| 22. Dezember | Armando Sardi                       | italienischer Leichtathlet                                                               | 83    |       |
| 22. Dezember | Ulrich Schneeweiß                   | deutscher Mikrobiologe und Immunologe                                                    | 100   |       |
| 22. Dezember | Mathias Schröder                    | deutscher Schriftsteller                                                                 | 82    |       |
| 22. Dezember | Walter Selke                        | deutscher Physiker                                                                       | 76    |       |
| 22. Dezember | Ruth Seymour                        | US-amerikanische Hörfunkmanagerin                                                        | 88    |       |
| 22. Dezember | Ingrid Steeger                      | deutsche Schauspielerin                                                                  | 76    |       |
| 22. Dezember | Jürgen Wagner                       | deutscher Politiker                                                                      | 89    |       |
| 22. Dezember | Thomas Stafford Williams            | neuseeländischer Kardinal                                                                | 93    |       |
| 21. Dezember | Carmen Barros                       | chilenische Sängerin, Schauspielerin und Komponistin                                     | 98    |       |
| 21. Dezember | Rosie Bistoquet                     | seychellische Politikerin                                                                | 62    |       |
| 21. Dezember | Benedetto Maria Salvatore Chianetta | italienischer Abt                                                                        | 86    |       |
| 21. Dezember | Lothar Dresen                       | deutscher Geophysiker                                                                    | 84    |       |
| 21. Dezember | Erich Enge                          | deutscher Maler und Grafiker                                                             | 91    |       |
| 21. Dezember | Frank Feitler                       | luxemburgischer Theaterregisseur und -intendant                                          | 73    |       |
| 21. Dezember | Bill Geldard                        | britischer Jazzmusiker                                                                   | 94    |       |
| 21. Dezember | Rebekka Habermas                    | deutsche Historikerin                                                                    | 64    |       |
| 21. Dezember | Erhard Hinz                         | deutscher Parasitologe                                                                   | 92    |       |
| 21. Dezember | Lenka Hlávková                      | tschechische Musikwissenschaftlerin                                                      | 49    |       |
| 21. Dezember | Christian Chrigel Hunziker          | Schweizer Unternehmer und Autor                                                          | 68    |       |
| 21. Dezember | Susi Ruth Iff Kolb                  | Schweizer Fotografin                                                                     | 91    |       |
| 21. Dezember | Attik Kargar                        | deutscher Cartoonist und Autor                                                           | 54    |       |
| 21. Dezember | Norbert Kindlmann                   | deutscher Ruderer                                                                        | 79    |       |
| 21. Dezember | John Kornblum                       | US-amerikanischer Diplomat                                                               | 80    |       |
| 21. Dezember | William Lynwood Montell             | US-amerikanischer Volkskundler                                                           | 92    |       |
| 21. Dezember | Paula Murphy                        | US-amerikanische Automobilrennfahrerin                                                   | 95    |       |
| 21. Dezember | Bernhard Oswald                     | deutscher Unternehmer                                                                    | 93    |       |
| 21. Dezember | Cristina Pacheco                    | mexikanische Journalistin, Schriftstellerin und Fernsehmoderatorin                       | 82    |       |
| 21. Dezember | Frederic Raurell                    | spanischer Ordensgeistlicher und Theologe                                                | 93    |       |
| 21. Dezember | Ottomar Sachse                      | deutscher Boxer                                                                          | 72    |       |
| 21. Dezember | Robert M. Solow                     | US-amerikanischer Ökonom                                                                 | 99    |       |
| 21. Dezember | Alexei Starobinski                  | sowjetischer bzw. russischer Astrophysiker und Kosmologe                                 | 75    |       |
| 20. Dezember | Kristlieb Adloff                    | deutscher Theologe                                                                       | 89    |       |
| 20. Dezember | Carl Barzilauskas                   | US-amerikanischer American-Football-Spieler                                              | 72    |       |
| 20. Dezember | Erich Binder                        | österreichischer Violinist und Dirigent                                                  | 76    |       |
| 20. Dezember | Gaston Häni                         | Schweizer Schauspieler und Clowndarsteller                                               | 72    |       |
| 20. Dezember | Philip H. Hayes                     | US-amerikanischer Politiker                                                              | 83    |       |
| 20. Dezember | Eckhard Heftrich                    | deutscher Literaturwissenschaftler                                                       | 95    |       |
| 20. Dezember | James Kelsey McConica               | kanadischer Geistlicher und Historiker                                                   | 93    |       |
| 20. Dezember | Frank Riggs                         | US-amerikanischer Politiker                                                              | 73    |       |
| 20. Dezember | Karl Jakob Schwalbach               | deutscher Bildhauer                                                                      | 86    |       |
| 20. Dezember | Hendrikus Smeets                    | niederländischer Bischof                                                                 | 63    |       |
| 20. Dezember | Peter Steck                         | deutscher Psychologe                                                                     | 82    |       |
| 20. Dezember | Torben Ulrich                       | dänischer Musiker und Tennisspieler                                                      | 95    |       |
| 19. Dezember | Monique Arabian                     | französische Balletttänzerin und -lehrerin                                               | 80    |       |
| 19. Dezember | Giulio De Stefano                   | italienischer Segler                                                                     | 94    |       |
| 19. Dezember | Helmut Eiffert                      | deutscher Mediziner                                                                      | 70    |       |
| 19. Dezember | Gunther Emmerlich                   | deutscher Sänger und Moderator                                                           | 79    |       |
| 19. Dezember | Peter Friedrichson                  | deutscher Schauspieler                                                                   | 77    |       |
| 19. Dezember | Bruce Gilberd                       | neuseeländischer anglikanischer Geistlicher                                              | 85    |       |
| 19. Dezember | Janusz Gortat                       | polnischer Boxer                                                                         | 75    |       |
| 19. Dezember | Reiner Heeb                         | deutscher Politiker                                                                      | 88    |       |
| 19. Dezember | Boro Jovanović                      | jugoslawischer Tennisspieler                                                             | 84    |       |
| 19. Dezember | Jiang Ping                          | chinesischer Rechtswissenschaftler                                                       | 92    |       |
| 19. Dezember | Johannes Kramer                     | deutscher Romanist und Sprachwissenschaftler                                             | 77    |       |
| 19. Dezember | Juan Carlos Moreno                  | chilenischer Schauspieler                                                                | 69    |       |
| 19. Dezember | Stefan Olszowski                    | polnischer Politiker                                                                     | 92    |       |
| 19. Dezember | Frank M. Orel                       | deutscher Fotograf                                                                       | 75    |       |
| 19. Dezember | Alexandros Papadopoulos             | griechischer Erzbischof                                                                  | 87    |       |
| 19. Dezember | K. M. Peyton                        | britische Kinder- und Jugendbuchautorin                                                  | 94    |       |
| 19. Dezember | Jürg Randegger                      | Schweizer Kabarettist und Fernsehmoderator                                               | 88    |       |
| 19. Dezember | Walter Scheibli                     | Schweizer Hörfunkjournalist                                                              | 91    |       |
| 19. Dezember | Karl Volkmer                        | Schweizer Leichtathlet                                                                   | 101   |       |
| 19. Dezember | Konrad Weckerle                     | deutscher Wirtschaftsjurist und Manager                                                  | 82    |       |
| 18. Dezember | Giovanni Anselmo                    | italienischer Bildhauer und Objektkünstler                                               | 89    |       |
| 18. Dezember | Fernando Dela Vega                  | deutscher Schauspieler                                                                   | 53    |       |
| 18. Dezember | Ulrich Fickel                       | deutscher Pädagoge und Politiker                                                         | 82    |       |
| 18. Dezember | Bronislovas Genzelis                | litauischer Politiker                                                                    | 89    |       |
| 18. Dezember | Dan Greenburg                       | US-amerikanischer Schriftsteller, Humorist und Journalist                                | 87    |       |
| 18. Dezember | Jaakko Hämeen-Anttila               | finnischer Arabist und Islamwissenschaftler                                              | 60    |       |
| 18. Dezember | Bo Larsson                          | schwedischer Fußballspieler                                                              | 79    |       |
| 18. Dezember | Wolfgang Mundt                      | deutscher Geophysiker                                                                    | 88    |       |
| 18. Dezember | John K. Nelson                      | US-amerikanischer Anthropologe                                                           | 70    |       |
| 18. Dezember | Gitta Nickel                        | deutsche Filmemacherin                                                                   | 87    |       |
| 18. Dezember | Klaus Peter Ochs                    | deutscher Friseur und Funktionär                                                         | 75    |       |
| 18. Dezember | Abderrahim Ouakili                  | marokkanischer Fußballspieler                                                            | 53    |       |
| 18. Dezember | Uwe Schmidt                         | deutscher Soziologe                                                                      | 63    |       |
| 18. Dezember | Bernward Thole                      | deutscher Spielerezensent und Autor                                                      | 87    |       |
| 18. Dezember | Hermann Wunsch                      | deutscher Verwaltungswissenschaftler                                                     | 96    |       |
| 17. Dezember | Norma Barzman                       | US-amerikanische Drehbuchautorin                                                         | 103   |       |
| 17. Dezember | Amp Fiddler                         | US-amerikanischer Sänger, Musiker und Musikproduzent                                     | 65    |       |
| 17. Dezember | Christian Grobet                    | Schweizer Politiker                                                                      | 82    |       |
| 17. Dezember | John David Hawkins                  | britischer Hethitologe                                                                   | 83    |       |
| 17. Dezember | Otar Iosseliani                     | georgisch-französischer Filmregisseur                                                    | 89    |       |
| 17. Dezember | Burkhard Knobbe                     | deutscher Fußballspieler und -trainer                                                    | 60    |       |
| 17. Dezember | Jim Ladd                            | US-amerikanischer Hörfunk-DJ                                                             | 75    |       |
| 17. Dezember | Stefan Lichter                      | deutscher Fernsehproduzent, Autor und Journalist                                         | 66    |       |
| 17. Dezember | Regine Lutz                         | Schweizer Schauspielerin                                                                 | 94    |       |
| 17. Dezember | Philippe Martin                     | französischer Ökonom                                                                     | 57    |       |
| 17. Dezember | Arno J. Mayer                       | US-amerikanischer Historiker                                                             | 97    |       |
| 17. Dezember | James McCaffrey                     | US-amerikanischer Schauspieler                                                           | 65    |       |
| 17. Dezember | James K. Mitchell                   | US-amerikanischer Bauingenieur                                                           | 93    |       |
| 17. Dezember | Eric Montross                       | US-amerikanischer Basketballspieler                                                      | 52    |       |
| 17. Dezember | Nikola Padewski                     | bulgarischer Schachspieler                                                               | 90    |       |
| 17. Dezember | Susanna Parigi                      | italienische Singer-Songwriterin, Musikerin und Komponistin                              | 62    |       |
| 17. Dezember | Klaus Peters                        | deutscher Politiker                                                                      | 73    |       |
| 17. Dezember | Horst Pomplun                       | deutscher Personenschützer, Unternehmer, Buchautor und Verleger                          | 76    |       |
| 17. Dezember | Helmut Qual                         | deutscher Politiker                                                                      | 76    |       |
| 17. Dezember | Wolfgang Richter                    | deutscher Philologe                                                                      | 88    |       |
| 17. Dezember | John Trevor Stuart                  | britischer Mathematiker                                                                  | 94    |       |
| 17. Dezember | Terao Tsunefumi                     | japanischer Sumōringer                                                                   | 60    |       |
| 17. Dezember | Heinz Wagner                        | deutscher Rechtswissenschaftler                                                          | 97    |       |
| 17. Dezember | Ingeborg Wunder                     | deutsche Pianistin                                                                       | 99    |       |
| 16. Dezember | Óscar Agudelo                       | kolumbianischer Sänger                                                                   | 91    |       |
| 16. Dezember | Albrecht Biedl                      | deutscher Informatiker                                                                   | 85    |       |
| 16. Dezember | Colin Burgess                       | australischer Schlagzeuger                                                               | 77    |       |
| 16. Dezember | Joseph Finnegan                     | irischer Jurist                                                                          | 81    |       |
| 16. Dezember | Rolando Garbey                      | kubanischer Boxer                                                                        | 76    |       |
| 16. Dezember | Richard Hunt                        | US-amerikanischer Bildhauer                                                              | 88    |       |
| 16. Dezember | Udo Liessem                         | deutscher Kunsthistoriker, Denkmalpfleger und Autor                                      | 79    |       |
| 16. Dezember | Carlos Lyra                         | brasilianischer Musiker                                                                  | 90    |       |
| 16. Dezember | Kujejatou Manneh                    | gambische Diplomatin                                                                     |       |       |
| 16. Dezember | Manny Martínez                      | US-amerikanischer Schlagzeuger                                                           | 69    |       |
| 16. Dezember | Hansgünter Matuschak                | deutscher Manager und Funktionär                                                         | 96    |       |
| 16. Dezember | Giorgos Michalakopoulos             | griechischer Schauspieler und Regisseur                                                  | 85    |       |
| 16. Dezember | Rafael Moll                         | spanischer Musikproduzent und -veranstalter                                              | 72    |       |
| 16. Dezember | Antonio Negri                       | italienischer Philosoph                                                                  | 90    |       |
| 16. Dezember | Lambertus Peletier                  | niederländischer Mathematiker                                                            | 86    |       |
| 16. Dezember | Lorenzo Riva                        | italienischer Modedesigner                                                               | 85    |       |
| 16. Dezember | Oleg Anatoljewitsch Rjachowski      | sowjetischer Dreispringer und Maschinenbauingenieur                                      | 90    |       |
| 16. Dezember | Nawaf al-Ahmad al-Sabah             | kuwaitischer Monarch                                                                     | 86    |       |
| 16. Dezember | Kenpachirō Satsuma                  | japanischer Schauspieler und Stuntman                                                    | 76    |       |
| 16. Dezember | Hans-Joachim Schulz                 | deutscher Theologe                                                                       | 91    |       |
| 16. Dezember | Bernd Siebert                       | deutscher Politiker                                                                      | 74    |       |
| 16. Dezember | Don Simpson                         | US-amerikanischer Jazz- und Unterhaltungsmusiker                                         | 98    |       |
| 16. Dezember | Claude Villers                      | französischer Journalist, Funk- und Fernsehmoderator                                     | 79    |       |
| 16. Dezember | Michael Worbs                       | deutscher Diplomat                                                                       | 73    |       |
| 16. Dezember | Theodore Yao-Tsu Wu                 | US-amerikanischer Ingenieur                                                              | 99    |       |
| 15. Dezember | Samer Abu Daqqa                     | belgisch-palästinensischer Videojournalist                                               | 45    |       |
| 15. Dezember | Anup Ghosal                         | indischer Sänger                                                                         | 77    |       |
| 15. Dezember | Rolf Göttel                         | deutscher Fußballschiedsrichter und Stadionsprecher                                      | 79    |       |
| 15. Dezember | Hans-Jürgen Hahn                    | deutscher Mediziner                                                                      | 81    |       |
| 15. Dezember | Steve Halliwell                     | britischer Schauspieler                                                                  | 77    |       |
| 15. Dezember | Sherryl Jordan                      | neuseeländische Jugendbuchautorin                                                        | 74    |       |
| 15. Dezember | Alexander Kaul                      | deutscher Biophysiker                                                                    | 89    |       |
| 15. Dezember | Dieter Lüder                        | deutscher Radsportler                                                                    | 88    |       |
| 15. Dezember | Guy Marchand                        | französischer Schauspieler, Jazz-Klarinettist und Sänger                                 | 86    |       |
| 15. Dezember | Hans Selander                       | schwedischer Fußballspieler                                                              | 78    |       |
| 15. Dezember | Eduardo Villa                       | US-amerikanischer Opernsänger                                                            | 70    |       |
| 14. Dezember | Axel Barner                         | deutscher Lehrer, Literaturwissenschaftler und Autor                                     | 68    |       |
| 14. Dezember | Cari Beauchamp                      | US-amerikanische Autorin, Journalistin, Historikerin, Politikberaterin und Filmemacherin | 74    |       |
| 14. Dezember | Wolfgang Klesius                    | deutscher Pianist, Musikpädagoge und Musiktheoretiker                                    | 60    |       |
| 14. Dezember | Günter Krampen                      | deutscher Psychologe                                                                     | 73    |       |
| 14. Dezember | Ruprecht Machleidt                  | deutsch-US-amerikanischer Physiker                                                       | 79    |       |
| 14. Dezember | Ken MacKenzie                       | kanadischer Baseballspieler                                                              | 89    |       |
| 14. Dezember | George McGinnis                     | US-amerikanischer Basketballspieler                                                      | 73    |       |
| 14. Dezember | Günther Schaefer                    | deutscher Maler und Fotograf                                                             | 69    |       |
| 14. Dezember | Sybille Stamm                       | deutsche Gewerkschafterin                                                                | 78    |       |
| 14. Dezember | EA Wachholz                         | deutscher Schauspieler, Autor, Regisseur und Maler                                       | 78    |       |
| 14. Dezember | Rüdiger Wolff                       | deutscher Schauspieler, Moderator und Sänger                                             | 70    |       |
| 13. Dezember | Babken Ararkzjan                    | armenischer Politiker                                                                    | 79    |       |
| 13. Dezember | Hermann Brede                       | deutscher Architekt                                                                      | 100   |       |
| 13. Dezember | Louis Cance                         | französischer Comicautor und -zeichner                                                   | 84    |       |
| 13. Dezember | Gene Carr                           | kanadischer Eishockeyspieler                                                             | 72    |       |
| 13. Dezember | Kenny DeForest                      | US-amerikanischer Komiker                                                                | 37    |       |
| 13. Dezember | Wolfgang Glück                      | österreichischer Regisseur und Drehbuchautor                                             | 94    |       |
| 13. Dezember | Mike Grgich                         | kroatisch-US-amerikanischer Önologe und Winzer                                           | 100   |       |
| 13. Dezember | Claus Haebler                       | deutscher Sprachwissenschaftler                                                          | 92    |       |
| 13. Dezember | Pedro Henrique                      | brasilianischer Sänger                                                                   | 30    |       |
| 13. Dezember | Detlef Hensche                      | deutscher Jurist und Gewerkschafter                                                      | 85    |       |
| 13. Dezember | Carlo Jordan                        | deutscher Bürgerrechtler, Umweltschützer und Politiker                                   | 72    |       |
| 13. Dezember | Antonio Juliano                     | italienischer Fußballspieler                                                             | 80    |       |
| 13. Dezember | Paul Litjens                        | niederländischer Hockeyspieler                                                           | 76    |       |
| 13. Dezember | Mohamed Loakira                     | marokkanischer Dichter und Schriftsteller                                                | 78    |       |
| 13. Dezember | Heinz Miklas                        | österreichischer Slawist                                                                 | 75    |       |
| 13. Dezember | Ted Morgan                          | französisch-US-amerikanischer Schriftsteller, Journalist und Historiker                  | 91    |       |
| 13. Dezember | Verica Nedeljković                  | serbische Schachspielerin                                                                | 94    |       |
| 13. Dezember | Claude Olmos                        | französischer Musiker                                                                    | 77    |       |
| 13. Dezember | J. G. A. Pocock                     | neuseeländischer Historiker und Politologe                                               | 99    |       |
| 13. Dezember | Madani Senghore                     | gambischer Militär                                                                       | 55    |       |
| 13. Dezember | Wolfram Waibel senior               | österreichischer Sportschütze                                                            | 76    |       |
| 13. Dezember | Ewa Wanat                           | polnische Journalistin                                                                   | 61    |       |
| 12. Dezember | Shirley Barber                      | britisch-australische Kinderbuchautorin und -illustratorin                               | 88    |       |
| 12. Dezember | Oswald Georg Bauer                  | deutscher Theaterwissenschaftler                                                         | 82    |       |
| 12. Dezember | Jewgeni Beloussow                   | sowjetischer Rennrodler                                                                  | 61    |       |
| 12. Dezember | Wilhelm Blum                        | deutscher Altphilologe, Autor und Pädagoge                                               | 80    |       |
| 12. Dezember | Eberhard Brüning                    | deutscher Amerikanist                                                                    | 98    |       |
| 12. Dezember | Danylo Demtschyschyn                | ukrainischer Taekwondoin                                                                 | 25    |       |
| 12. Dezember | Lorenzo Díaz                        | spanischer Soziologe, Journalist und Schriftsteller                                      | 79    |       |
| 12. Dezember | Richard Gaddes                      | britisch-US-amerikanischer Opernimpresario                                               | 81    |       |
| 12. Dezember | Peter Görnert                       | deutscher Physiker und Materialwissenschaftler                                           | 80    |       |
| 12. Dezember | Herwig Udo Graf                     | österreichischer Architekt                                                               | 83    |       |
| 12. Dezember | Wilko Jäger                         | deutscher Heimatkundler, Autor und Fotograf                                              | 84    |       |
| 12. Dezember | Hiroshi Hasegawa                    | japanischer Motorradrennfahrer                                                           | 89    |       |
| 12. Dezember | Lionel van der Meulen               | deutscher Journalist und Satiriker                                                       | 77    |       |
| 12. Dezember | Ole Paus                            | norwegischer Musiker, Sänger, Schriftsteller und Dichter                                 | 76    |       |
| 12. Dezember | Jerry Puckett                       | US-amerikanischer Gitarrist                                                              | 84    |       |
| 12. Dezember | Herman Rush                         | US-amerikanischer Fernsehproduzent                                                       | 94    |       |
| 12. Dezember | Mark Sagoff                         | US-amerikanischer Philosoph                                                              | 82    |       |
| 12. Dezember | Fusa Tatsumi                        | japanische Supercentenarian                                                              | 116   |       |
| 12. Dezember | Arnold Tschopp                      | Schweizer Kunstradfahrer                                                                 | 90    |       |
| 12. Dezember | Heinz Dieter Tschörtner             | deutscher Verlagslektor, Autor und Herausgeber                                           | 91    |       |
| 11. Dezember | Andre Braugher                      | US-amerikanischer Schauspieler                                                           | 61    |       |
| 11. Dezember | Kathy Chow                          | hongkong-chinesische Schauspielerin                                                      | 56    |       |
| 11. Dezember | Gottfried Eberlein                  | deutscher Fußballspieler                                                                 | 87    |       |
| 11. Dezember | Jeffrey Foskett                     | US-amerikanischer Musiker, Komponist und Sänger                                          | 67    |       |
| 11. Dezember | Ian Gibson                          | britischer Comiczeichner                                                                 | 77    |       |
| 11. Dezember | Ernst-Gerhard Güse                  | deutscher Kunsthistoriker und Ausstellungskurator                                        | 78    |       |
| 11. Dezember | Ferdinand Keller                    | deutscher Fußballspieler                                                                 | 77    |       |
| 11. Dezember | Annemarie Kletzl                    | ehemalige österreichische Politikerin und Angestellte                                    | 83    |       |
| 11. Dezember | Frieder Latzina                     | deutscher Musikverleger                                                                  | 87    |       |
| 11. Dezember | Essra Mohawk                        | US-amerikanische Singer-Songwriterin                                                     | 75    |       |
| 11. Dezember | Peter Moses-Krause                  | deutscher Verleger, Autor und Übersetzer                                                 | 80    |       |
| 11. Dezember | Paulin Obame Nguema                 | gabunischer Politiker                                                                    | 88    |       |
| 11. Dezember | Marcel Papaux                       | Schweizer Jazzschlagzeuger                                                               | 63    |       |
| 11. Dezember | Helmuth Renzler                     | italienischer Politiker                                                                  | 70    |       |
| 11. Dezember | Camden Toy                          | US-amerikanischer Schauspieler                                                           | 68    |       |
| 11. Dezember | Zahara                              | südafrikanische Singer-Songwriterin                                                      | 36    |       |
| 10. Dezember | Peter Böck                          | deutscher Jurist                                                                         | 73    |       |
| 10. Dezember | Robert Burckel                      | US-amerikanischer Mathematiker                                                           | 83    |       |
| 10. Dezember | Karin Burmeister                    | deutsche Frauen-Aktivistin                                                               | 81    |       |
| 10. Dezember | Elisabeth Burri                     | Schweizer Textilkünstlerin                                                               | 98    |       |
| 10. Dezember | Julian Carroll                      | US-amerikanischer Politiker                                                              | 92    |       |
| 10. Dezember | David Drake                         | US-amerikanischer Science-Fiction- und Fantasy-Autor                                     | 78    |       |
| 10. Dezember | Mort Engelberg                      | US-amerikanischer Filmproduzent                                                          | 86    |       |
| 10. Dezember | Shirley Anne Field                  | britische Schauspielerin                                                                 | 87    |       |
| 10. Dezember | Gao Yaojie                          | chinesische Aktivistin                                                                   | 95    |       |
| 10. Dezember | Manfred Grohnfeldt                  | deutscher Pädagoge und Sprachtherapeut                                                   | 74    |       |
| 10. Dezember | Barbara Iglewski                    | US-amerikanische Mikrobiologin                                                           | 85    |       |
| 10. Dezember | Santos Iñurrieta                    | spanischer Maler                                                                         | 73    |       |
| 10. Dezember | Syd Millar                          | irischer Rugbyspieler                                                                    | 89    |       |
| 10. Dezember | Josefa Theresia Münch               | deutsche Theologin                                                                       | 93    |       |
| 10. Dezember | Theo Öhlinger                       | österreichischer Verfassungsjurist                                                       | 84    |       |
| 10. Dezember | Marija Pissarewa                    | sowjetische Leichtathletin                                                               | 90    |       |
| 10. Dezember | Jude Saint-Antoine                  | kanadischer Bischof                                                                      | 93    |       |
| 10. Dezember | Melker Schörling                    | schwedischer Unternehmer                                                                 | 76    |       |
| 10. Dezember | Otto Spaniol                        | deutscher Informatiker                                                                   | 78    |       |
| 10. Dezember | Dieter Stolte                       | deutscher Fernsehintendant                                                               | 89    |       |
| 10. Dezember | Mark E. Villiger                    | Schweizer Jurist                                                                         | 73    |       |
| 9. Dezember  | Ingo Arnold                         | deutscher Grafiker und Maler                                                             | 92    |       |
| 9. Dezember  | Robert Bühler                       | Schweizer Politiker                                                                      | 95    |       |
| 9. Dezember  | Anna Cardwell                       | US-amerikanische Reality-TV-Darstellerin                                                 | 29    |       |
| 9. Dezember  | Clemens Driesch                     | deutscher Motorradrennfahrer und Unternehmer                                             | 67    |       |
| 9. Dezember  | Raymond Emil Goedert                | US-amerikanischer Bischof                                                                | 96    |       |
| 9. Dezember  | Thomas Haug                         | norwegischer Ingenieur und Mobilfunk-Pionier                                             | 96    |       |
| 9. Dezember  | Maksim Huszik                       | belarussischer Freestyle-Skier                                                           | 35    |       |
| 9. Dezember  | Walter Leiser                       | Schweizer Ruderer                                                                        | 92    |       |
| 9. Dezember  | Hartland Monahan                    | kanadischer Eishockeyspieler                                                             | 72    |       |
| 9. Dezember  | Carles Soler Perdigó                | spanischer Bischof                                                                       | 91    |       |
| 9. Dezember  | Reiner Strunk                       | deutscher Theologe                                                                       | 82    |       |
| 9. Dezember  | Juliane Weber                       | deutsche Sekretärin                                                                      | 84    |       |
| 9. Dezember  | Ladislav Županič                    | tschechischer Schauspieler und Synchronsprecher                                          | 80    |       |
| 8. Dezember  | Aníbal Abreu                        | venezolanischer Pianist, Arrangeur und Komponist                                         | 94    |       |
| 8. Dezember  | Itziar Castro                       | spanische Schauspielerin, Sängerin, Autorin und Aktivistin                               | 46    |       |
| 8. Dezember  | Rainer Hartmann                     | deutscher Jazzmusiker                                                                    | 65    |       |
| 8. Dezember  | Klaus Heller                        | deutscher Germanist                                                                      | 83    |       |
| 8. Dezember  | Heribert Hölz                       | deutscher Entwicklungshelfer                                                             | 81    |       |
| 8. Dezember  | Jan Janca                           | deutsch-polnischer Organist und Komponist                                                | 90    |       |
| 8. Dezember  | Norbert Kentrup                     | deutscher Schauspieler, Theaterregisseur und Theaterleiter                               | 74    |       |
| 8. Dezember  | Peter-Michael Kolbe                 | deutscher Ruderer                                                                        | 70    |       |
| 8. Dezember  | Leelavathi                          | indische Schauspielerin                                                                  | 85    |       |
| 8. Dezember  | Luigi Milan                         | italienischer Fußballspieler                                                             | 85    |       |
| 8. Dezember  | Jan Middendorp                      | niederländischer Autor und Gestalter                                                     | 67    |       |
| 8. Dezember  | Jean-Pierre Moulin                  | Schweizer Journalist, Schriftsteller und Bühnenautor                                     | 101   |       |
| 8. Dezember  | Ryan O’Neal                         | US-amerikanischer Schauspieler                                                           | 82    |       |
| 8. Dezember  | Dieter Rauer                        | deutscher Politiker                                                                      | 73    |       |
| 8. Dezember  | Sigurd Remy                         | deutscher Politiker                                                                      | 84    |       |
| 8. Dezember  | Jürgen Wenzel                       | deutscher Grafiker und Maler                                                             | 73    |       |
| 7. Dezember  | Bijan Allipour                      | iranischer Manager                                                                       | 74    |       |
| 7. Dezember  | Pierre Berthelot                    | französischer Mathematiker                                                               | ≈80   |       |
| 7. Dezember  | Zita Carno                          | US-amerikanische Pianistin                                                               | 88    |       |
| 7. Dezember  | Rudi Conrad                         | deutscher Fußballspieler                                                                 | 87    |       |
| 7. Dezember  | Alexander Dronow                    | russischer Fernschachspieler                                                             | 77    |       |
| 7. Dezember  | Jacques Duquesne                    | belgischer Fußballspieler                                                                | 83    |       |
| 7. Dezember  | Ulf Essers                          | deutscher Ingenieur                                                                      | 93    |       |
| 7. Dezember  | Bent Fuglede                        | dänischer Mathematiker                                                                   | 98    |       |
| 7. Dezember  | Eckhard Grimmel                     | deutscher Geograph                                                                       | 82    |       |
| 7. Dezember  | Ernst Jansen                        | niederländischer Neurologe                                                               | 78    |       |
| 7. Dezember  | Thomas Kilroy                       | irischer Dramatiker und Schriftsteller                                                   | 89    |       |
| 7. Dezember  | Ursula Kugler                       | deutsche Politikerin                                                                     | 84    |       |
| 7. Dezember  | Jean-Claude Lecourieux              | französischer Radrennfahrer                                                              | ≈67   |       |
| 7. Dezember  | Lola Dee                            | US-amerikanische Sängerin                                                                | 95    |       |
| 07. Dezember | Ann Hardy                           | US-amerikanische Computerprogrammiererin und Unternehmerin                               | 90    |       |
| 7. Dezember  | Michael Lorenz                      | deutsch-sorbischer Schauspieler, Regisseur und Autor                                     | 84    |       |
| 7. Dezember  | Vera Molnár                         | französische Künstlerin                                                                  | 99    |       |
| 7. Dezember  | Gerhard Reber                       | deutscher Wirtschaftswissenschaftler                                                     | 87    |       |
| 7. Dezember  | Stan Rogow                          | US-amerikanischer Fernsehproduzent                                                       | 75    |       |
| 7. Dezember  | Erich Schleier                      | deutscher Kunsthistoriker, Autor und Kurator                                             | 89    |       |
| 7. Dezember  | Hans Jürgen Schmidt-Schicketanz     | deutscher Architekt                                                                      | 87    |       |
| 7. Dezember  | Guy Stern                           | deutsch-US-amerikanischer Literaturwissenschaftler                                       | 101   |       |
| 7. Dezember  | Matthias Wegner                     | deutscher Verleger und Publizist                                                         | 86    |       |
| 7. Dezember  | Benjamin Zephaniah                  | britisch-jamaikanischer Rastafari und Autor                                              | 65    |       |
| 7. Dezember  | Wolfram Zimmermann                  | deutscher Psychotherapeut und klinischer Psychologe                                      | 79    |       |
| 6. Dezember  | Refaat Alareer                      | palästinensischer Schriftsteller                                                         | 44    |       |
| 6. Dezember  | Tore Aleksandersen                  | norwegischer Volleyballtrainer                                                           | 55    |       |
| 6. Dezember  | Joseph Bernardo                     | französischer Schwimmer                                                                  | 94    |       |
| 6. Dezember  | Alfredo Maria Bonanno               | italienischer Anarchist                                                                  | 86    |       |
| 6. Dezember  | Dean Crawford                       | kanadischer Ruderer                                                                      | 65    |       |
| 6. Dezember  | Edmundo Desnoes                     | kubanischer Schriftsteller                                                               | 93    |       |
| 6. Dezember  | Michael Fortmann                    | deutscher Jurist und Versicherungswissenschaftler                                        | 43    |       |
| 6. Dezember  | Andy Hallwaxx                       | österreichischer Schauspieler, Theaterregisseur und Autor                                | 56    |       |
| 6. Dezember  | Klaus Held                          | deutscher Philosoph                                                                      | 87    |       |
| 6. Dezember  | Gigi Herr                           | deutsche Schauspielerin                                                                  | 80    |       |
| 6. Dezember  | Iris Hofmann-Kastner                | deutsche Kulturhistorikerin und Museumsleiterin                                          | 55    |       |
| 6. Dezember  | Jack Hogan                          | US-amerikanischer Schauspieler                                                           | 94    |       |
| 6. Dezember  | Ellen Holly                         | US-amerikanische Schauspielerin                                                          | 92    |       |
| 6. Dezember  | Noël Kinsella                       | kanadischer Politiker                                                                    | 84    |       |
| 6. Dezember  | Illja Kywa                          | ukrainischer Politiker                                                                   | 46    |       |
| 6. Dezember  | Barbara Levick                      | britische Althistorikerin                                                                | 92    |       |
| 6. Dezember  | Peter Lückemeier                    | deutscher Sachbuchautor und Journalist                                                   | 73    |       |
| 6. Dezember  | Wolfgang Mangold                    | deutscher Mediziner und Standespolitiker                                                 | 92    |       |
| 6. Dezember  | Ulrich Nonn                         | deutscher Historiker                                                                     | 81    |       |
| 6. Dezember  | Marisa Pavan                        | italienische Schauspielerin                                                              | 91    |       |
| 6. Dezember  | Heinz Sahner                        | deutscher Soziologe                                                                      | 85    |       |
| 6. Dezember  | Michel Sardaby                      | französischer Jazz-Pianist und Komponist                                                 | 88    |       |
| 6. Dezember  | Ted Scapa                           | schweizerisch-niederländischer Künstler und Verleger                                     | 92    |       |
| 6. Dezember  | John Brooks Slaughter               | US-amerikanischer Elektroingenieur                                                       | 89    |       |
| 6. Dezember  | Edeltraud Braun von Stransky        | deutsche Malerin, Mosaikkünstlerin und Kunstpädagogin                                    | 99    |       |
| 6. Dezember  | Yang Ching-shun                     | taiwanischer Poolbillardspieler                                                          | 45    |       |
| 6. Dezember  | Patrik von zur Mühlen               | deutscher Historiker                                                                     | 81    |       |
| 5. Dezember  | Constantin von und zu Liechtenstein | liechtensteinischer Adeliger                                                             | 51    |       |
| 5. Dezember  | Hans-Günther Däßler                 | deutscher Pflanzenchemiker und Immissionsforscher                                        | 98    |       |
| 5. Dezember  | Sabi Dorr                           | israelischer Schauspieler                                                                | 80    |       |
| 5. Dezember  | Denny Laine                         | britischer Rockmusiker                                                                   | 79    |       |
| 5. Dezember  | Norman Lear                         | US-amerikanischer Drehbuchautor und Filmproduzent                                        | 101   |       |
| 5. Dezember  | Lils Mackintosh                     | niederländische Sängerin                                                                 | 68    |       |
| 5. Dezember  | Max Matter                          | Schweizer Sozialanthropologe und Volkskundler                                            | 78    |       |
| 5. Dezember  | John Rumble                         | kanadischer Vielseitigkeitsreiter                                                        | 90    |       |
| 5. Dezember  | Wolfgang Wieland                    | deutscher Jurist und Politiker                                                           | 75    |       |
| 5. Dezember  | Thaddäus Zajaczkowski               | polnisch-deutscher Mediziner und Medizinhistoriker                                       | 84    |       |
| 4. Dezember  | Peter R. Adam                       | deutscher Filmeditor                                                                     | 66    |       |
| 4. Dezember  | Zdzisław Antolski                   | polnischer Lyriker und Schriftsteller                                                    | 70    |       |
| 4. Dezember  | Juanita Castro                      | kubanisch-US-amerikanische Autorin und Geheimagentin                                     | 90    |       |
| 4. Dezember  | Gerald Comeau                       | kanadischer Politiker                                                                    | 77    |       |
| 4. Dezember  | James L. Easton                     | US-amerikanischer Sportfunktionär, Unternehmer, Mäzen und Bogenschütze                   | 88    |       |
| 4. Dezember  | Wilfried Fiedler                    | deutscher Rechtswissenschaftler                                                          | 82    |       |
| 4. Dezember  | Klaus-Dieter Fritz                  | deutscher Flottillenadmiral                                                              | 76    |       |
| 4. Dezember  | Grete Knudsen                       | norwegische Politikerin                                                                  | 83    |       |
| 4. Dezember  | Joachim Lambrecht                   | deutscher Bildhauer und Keramiker                                                        | ≈65   |       |
| 4. Dezember  | Pierre Le Goff                      | französischer Comiczeichner                                                              | 91    |       |
| 4. Dezember  | Norman F. Ness                      | US-amerikanischer Geophysiker und Astrophysiker                                          | 90    |       |
| 4. Dezember  | John R. Sommerfeldt                 | US-amerikanischer Mittelalterhistoriker                                                  | 90    |       |
| 3. Dezember  | Giuseppe Germano Bernardini         | italienischer Ordensgeistlicher und Erzbischof                                           | 95    |       |
| 3. Dezember  | Klaus Bernbacher                    | deutscher Dirigent und Politiker                                                         | 92    |       |
| 3. Dezember  | Nêgo Bispo                          | brasilianischer Schriftsteller und Sozialaktivist                                        | 63    |       |
| 3. Dezember  | Bengt Broms                         | schwedischer Bauingenieur                                                                | 95    |       |
| 3. Dezember  | Malin Falkenmark                    | schwedische Hydrologin                                                                   | 98    |       |
| 3. Dezember  | Léonard Gianadda                    | Schweizer Kunstmäzen, Architekt und Bauunternehmer                                       | 88    |       |
| 3. Dezember  | Myles Goodwyn                       | kanadischer Musiker                                                                      | 75    |       |
| 3. Dezember  | Sigurður Helgason                   | isländischer Mathematiker                                                                | 96    |       |
| 3. Dezember  | Hollywood Hank                      | deutscher Rapper                                                                         | 38    |       |
| 3. Dezember  | Glenys Kinnock                      | britische Peeress und Politikerin                                                        | 79    |       |
| 3. Dezember  | David McKnight                      | US-amerikanischer Schauspieler                                                           | 87    |       |
| 3. Dezember  | Ruth Menzel                         | deutsche Kunsthistorikerin                                                               | ≈96   |       |
| 3. Dezember  | Bob Pardo                           | US-amerikanischer Kampfpilot                                                             | 89    |       |
| 3. Dezember  | Yacouba Sawadogo                    | burkinischer Landwirt                                                                    | 77    |       |
| 3. Dezember  | Johann Georg Schnitzer              | deutscher Zahnarzt und Sachbuchautor                                                     | 93    |       |
| 3. Dezember  | Bernhard Schwichtenberg             | deutscher Künstler                                                                       | 85    |       |
| 3. Dezember  | James Slagle                        | US-amerikanischer Informatiker                                                           | 89    |       |
| 3. Dezember  | Günter Speyer                       | deutscher Autor                                                                          | 96    |       |
| 3. Dezember  | Maik Hendrik Sprotte                | deutscher Japanologe                                                                     | ≈59   |       |
| 3. Dezember  | Idrissa Traoré                      | burkinischer Fußballspieler und -trainer                                                 | 79    |       |
| 3. Dezember  | Christos Zacharakis                 | griechischer Diplomat und Politiker                                                      | 84    |       |
| 2. Dezember  | Jürgen Bünstorf                     | deutscher Geographiedidaktiker                                                           | 87    |       |
| 2. Dezember  | Fernando Cardani                    | uruguayischer Schauspieler und Theaterregisseur                                          | 89    |       |
| 2. Dezember  | Marion Cito                         | deutsche Tänzerin und Kostümbildnerin                                                    | 85    |       |
| 2. Dezember  | Roy Gerson                          | US-amerikanischer Jazzpianist                                                            | 64    |       |
| 2. Dezember  | Ernst Goldschmidt                   | deutscher Filmproduzent und Manager                                                      | 92    |       |
| 2. Dezember  | Dietmar Hennecke                    | deutscher Maschinenbauingenieur                                                          | 84    |       |
| 2. Dezember  | Wolfgang Hollegha                   | österreichischer Maler                                                                   | 94    |       |
| 2. Dezember  | Clarence Kelly                      | US-amerikanischer Geistlicher                                                            | 82    |       |
| 2. Dezember  | Saulius Pečeliūnas                  | litauischer Politiker                                                                    | 67    |       |
| 2. Dezember  | Helmut Siderits                     | österreichischer Schauspieler, Theaterregisseur und -leiter                              | 84    |       |
| 2. Dezember  | Peter Studer                        | Schweizer Jurist und Publizist                                                           | 88    |       |
| 2. Dezember  | Sufyan Tayeh                        | palästinensischer Astrophysiker                                                          | 52    |       |
| 2. Dezember  | Faustin Twagiramungu                | ruandischer Politiker                                                                    | 78    |       |
| 2. Dezember  | Concha Velasco                      | spanische Schauspielerin                                                                 | 84    |       |
| 2. Dezember  | Rüdiger von Voss                    | deutscher Jurist, Publizist und Historiker                                               | 84    |       |
| 2. Dezember  | Ingrid Wigernæs                     | norwegische Skilangläuferin                                                              | 95    |       |
| 1. Dezember  | Shlomo Avineri                      | israelischer Politologe, Historiker und Politiker                                        | 90    |       |
| 1. Dezember  | Franz Bartolomey                    | österreichischer Cellist                                                                 | 76    |       |
| 1. Dezember  | Heribert Brander                    | deutscher Geistlicher                                                                    | 96    |       |
| 1. Dezember  | Carissa Etienne                     | dominicanische Medizinerin                                                               | 71    |       |
| 1. Dezember  | Brigit Forsyth                      | britische Schauspielerin                                                                 | 83    |       |
| 1. Dezember  | Gottfried Glaßner                   | österreichischer Ordensgeistlicher                                                       | 73    |       |
| 1. Dezember  | Heinz Gstrein                       | österreichisch-schweizerischer Orientalist, Theologe und Journalist                      | 81    |       |
| 1. Dezember  | Douglas Gutwein                     | US-amerikanischer Politiker                                                              | 75    |       |
| 1. Dezember  | Eberhard von Hagen                  | deutscher Biologe                                                                        | 87    |       |
| 1. Dezember  | Joanne Hewson                       | kanadische Skirennläuferin                                                               | 93    |       |
| 1. Dezember  | Adham Hassouna                      | palästinensischer Journalist                                                             | 51    |       |
| 1. Dezember  | Marcello Marziali                   | italienischer Schauspieler                                                               | 84    |       |
| 1. Dezember  | Heinz Dietrich Metzger              | württembergischer evangelischer Pfarrer und Gesangbuchforscher                           | 97    |       |
| 1. Dezember  | Sandra Day O’Connor                 | US-amerikanische Juristin                                                                | 93    |       |
| 1. Dezember  | Charles Officer                     | kanadischer Drehbuchautor, Regisseur und Schauspieler                                    | 48    |       |
| 1. Dezember  | Tom Schroeder                       | deutscher Musikjournalist und -veranstalter                                              | 85    |       |
| 1. Dezember  | Gebhard Schweigler                  | deutscher Politikwissenschaftler                                                         | 80    |       |
| 1. Dezember  | Iwan Stanew                         | bulgarischer Theaterregisseur, Filmemacher und Autor                                     | 64    |       |
| 1. Dezember  | Paul Velsinger                      | deutscher Volkswirtschaftler                                                             | 84    |       |
| 1. Dezember  | Vivi-Anne Wassdahl                  | schwedische Skilangläuferin                                                              | 91    |       |
| 1. Dezember  | Hannele Zürndorfer                  | deutsche Autorin                                                                         | 97    |       |

### Datum unbekannt
| Zeitangabe                          | Name                      | Beruf, bekannt als                                    | Alter | Beleg |
| ----------------------------------- | ------------------------- | ----------------------------------------------------- | ----- | ----- |
| Tod bekannt gegeben am 29. Dezember | Kurtis „Mad Kurt“ Chapman | britischer Wrestler                                   | 26    |       |
| Tod bekannt gegeben am 28. Dezember | Norajr Arakeljan          | sowjetischer bzw. armenischer Mathematiker            | 87    |       |
| Tod bekannt gegeben am 26. Dezember | Jarbas „Jabá“ Alves       | brasilianischer Bassist                               | 60    |       |
| Tod bekannt gegeben am 26. Dezember | Lesley McNaught           | britisch-schweizerische Springreiterin                | 59    |       |
| Tod bekannt gegeben am 25. Dezember | Hans Breitzke             | deutscher Fußballspieler                              | 89    |       |
|                                     | Theo Püll                 | deutscher Hochspringer                                | 87    |       |
| Tod bekannt gegeben am 17. Dezember | Janusz Filipiak           | polnischer Wissenschaftler und Unternehmer            | 71    |       |
| Tod bekannt gegeben am 14. Dezember | Hanzala Malik             | britischer Politiker                                  | 67    |       |
| 6. Dezember oder 7. Dezember        | Jaqueline Mesmaecker      | belgische Künstlerin                                  | 94    |       |
| Tod bekannt gegeben am 5. Dezember  | Vojislav Govedarica       | serbisch-US-amerikanischer Schauspieler und Bodyguard | 83    |       |
| Dezember                            | Yehuda Yannay             | israelischer Komponist                                | 86    |       |